# Beinette
Beinette (piemontesisch Beinëtte) ist eine Gemeinde in der italienischen Provinz Cuneo (CN), Region Piemont.

## Lage und Einwohner
Beinette liegt 10 km östlich von der Provinzhauptstadt Cuneo entfernt. Das Gemeindegebiet umfasst eine Fläche von 17,69 km² und hat 3498 Einwohner (Stand 31. Dezember 2023). Beinette hat seit 1887 einen Bahnhof an der Bahnstrecke Cuneo-Mondovì.
Die Nachbargemeinden sind Chiusa di Pesio, Cuneo, Margarita, Morozzo und Peveragno.

## Geschichte

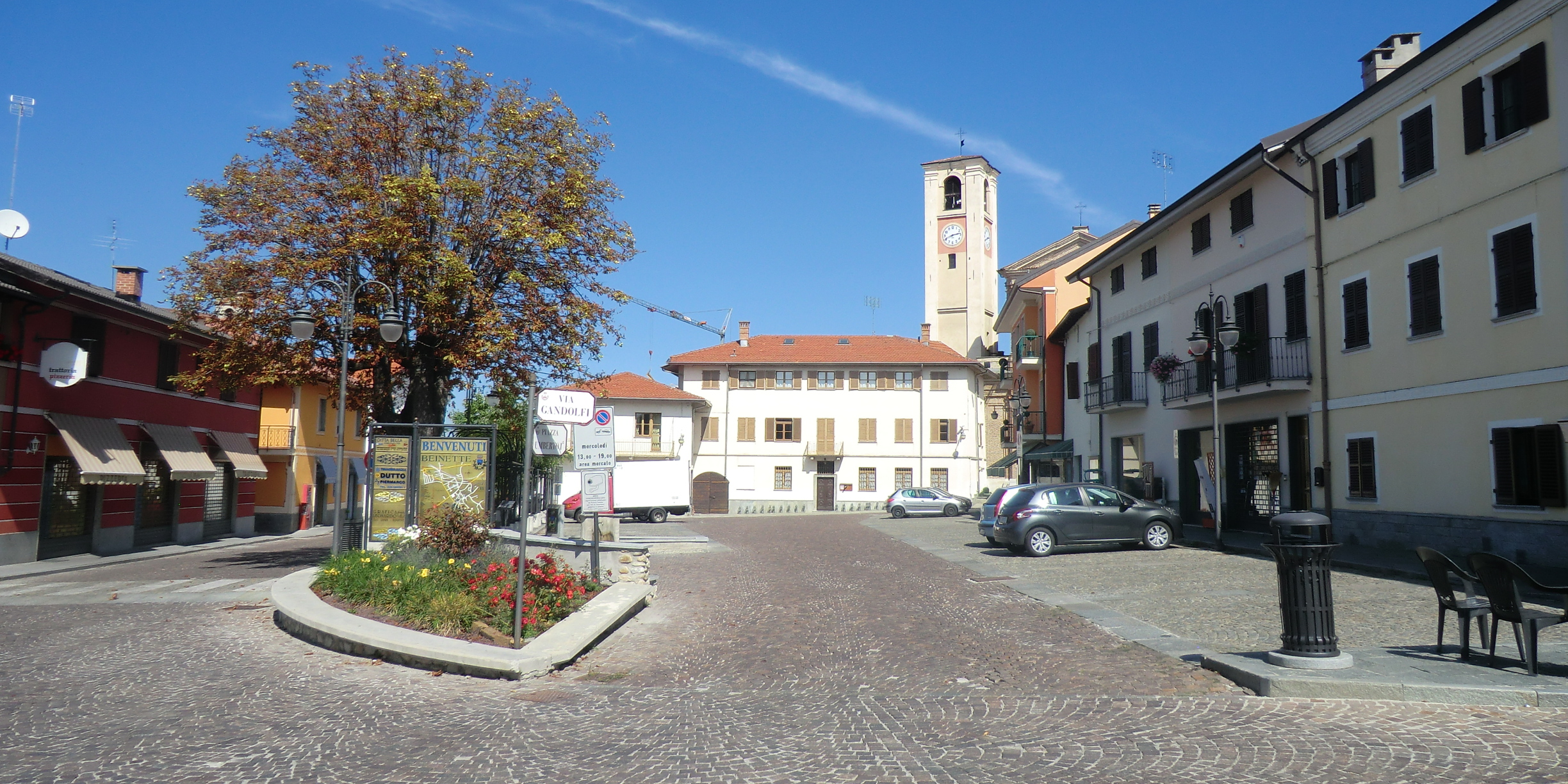
Piazza Umberto I

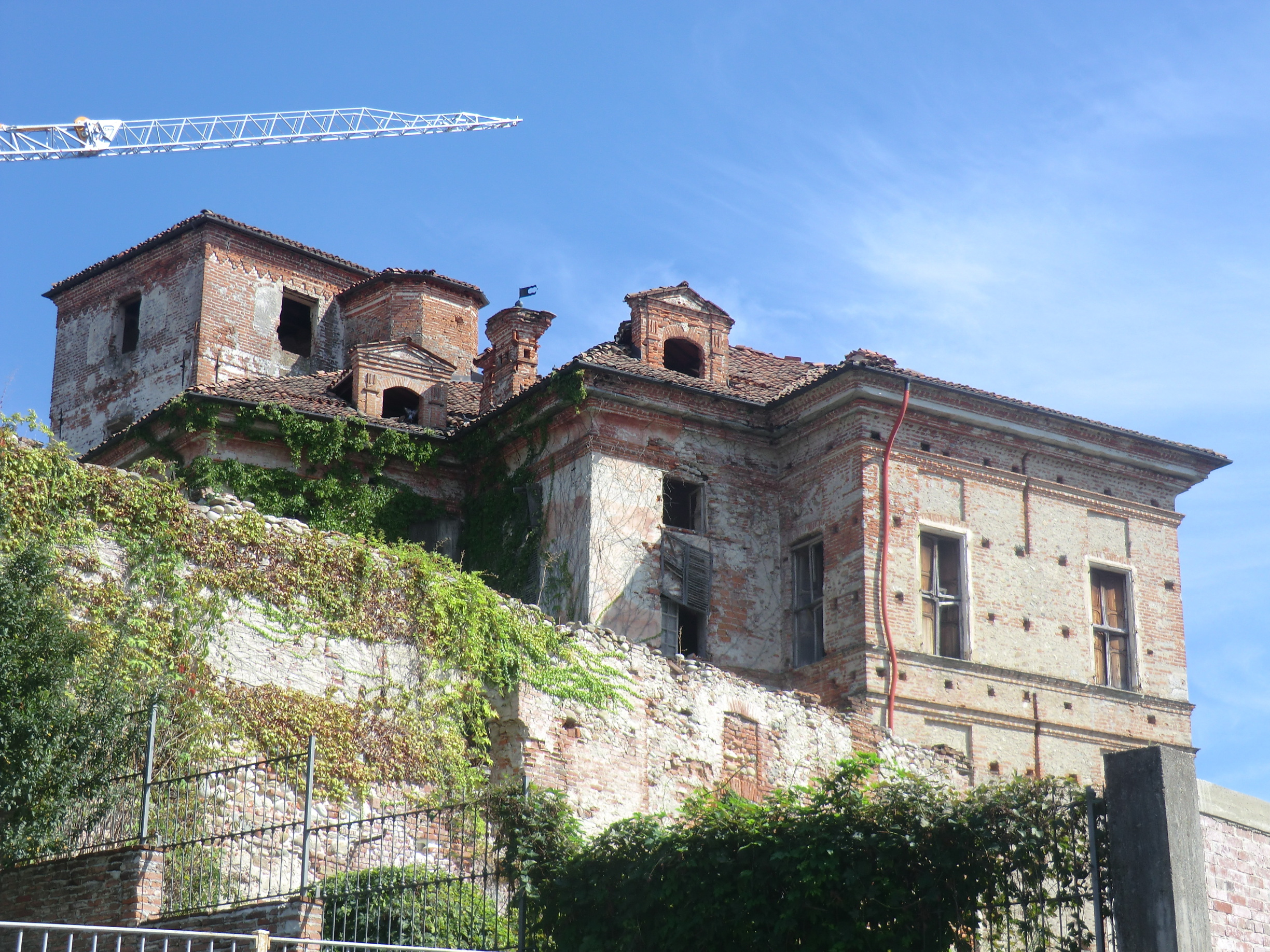
Burg Beinette

In der Vergangenheit wurde die Ortschaft von der gleichnamigen Bene Vagienna durch die Angabe „Superior“ unterschieden, die auf ihre höhere Lage verwies. Erwähnt in einem Dokument aus der ersten Hälfte des 11. Jahrhunderts, in dem die „plebs de Bagiennis Superioribus“ erwähnt werden, leitet sich der Ortsname vom Volk der Bagienni oder Vagienni ligurischer Abstammung ab, dessen Name mit dem indogermanischen „bhagos“ verbunden zu sein scheint, entsprechend dem lateinischen FAGUS. In der zweiten Hälfte des 13. Jahrhunderts als Bahennis Superioribus, Baennis Superioribus und Bennis Superior bezeichnet, wurde sie kurz darauf mit der Verkleinerungsform Bahenetarum zitiert, die den unmittelbaren Präzedenzfall des heutigen Namens darstellt.
Die ersten Ereignisse im Dorf lassen sich bis ins Jahr 1000 zurückverfolgen, als es in einer Schenkung an den Bischof von Asti erwähnt wird. Anschließend wurde es als Lehen an die Markgrafen von Busca, an die Herren von Forfice und schließlich an die von Morozzo vergeben. Es wurde 1245 von Cuneo besetzt und verfolgte die Ereignisse über ein Jahrhundert lang. Nachdem es 1385 eine freie Gemeinde geworden war, wurde es elf Jahre später vom Marquis von Monferrato erobert und ging dann an die Fürsten von Acaia und schließlich an die Familie Savoyen über.
Im Jahr 1744 wurde es nach wiederholten Zerstörungen von gallisch-hispanischen Truppen besetzt und war gegen Ende des Jahrhunderts Schauplatz heftiger Auseinandersetzungen zwischen den Österreichern und den napoleonischen Armeen.
Zu den historisch-architektonischen Zeugnissen zählen das im 18. Jahrhundert renovierte Schloss, die Kirche Santa Maria della Pieve, in deren Inneren sich interessante Fresken aus dem 15.–16. Jahrhundert befinden und schließlich das ehemalige Kloster Santo Stefano del Lago, das im Laufe der Jahre so verändert wurde, dass es in seiner ursprünglichen Struktur nicht mehr identifiziert werden kann.